# Партия за европейско бъдеще
Партията за европейско бъдеще (на македонска литературна норма: Партија за Европска Иднина) е политическа партия в Северна Македония, която представя главно македонските мюсюлмани.
Създадена е на 16 април 2006 г. в град Скопие. На парламентарните избори през 2006 година получава едно депутатско място. Лидер на партията е Фият Цаноски.